# Pseudyrias purpureofusa
Pseudyrias purpureofusa là một loài bướm đêm trong họ Noctuidae.